# C. Hoare & Co
C. Hoare & Co. é um banco privado britânico. É o segundo banco mais antigo do Reino Unido e o quinto banco mais antigo do mundo. O banco foi fundado em 1672 por Sir Richard Hoare e permanece de propriedade da família. Atualmente, é gerenciado pela décima primeira geração de descendentes diretos de Hoare. 
O banco fornece serviços bancários privados que incluem empréstimos, hipotecas e contas de poupança, bem como serviços de planejamento tributário e imobiliário. Os clientes do banco geralmente são indivíduos e famílias de alto patrimônio líquido.
A C. Hoare and Co. possui duas filiais, localizadas na 37 Fleet Street e 32 Lowndes Street, em Londres.

## História

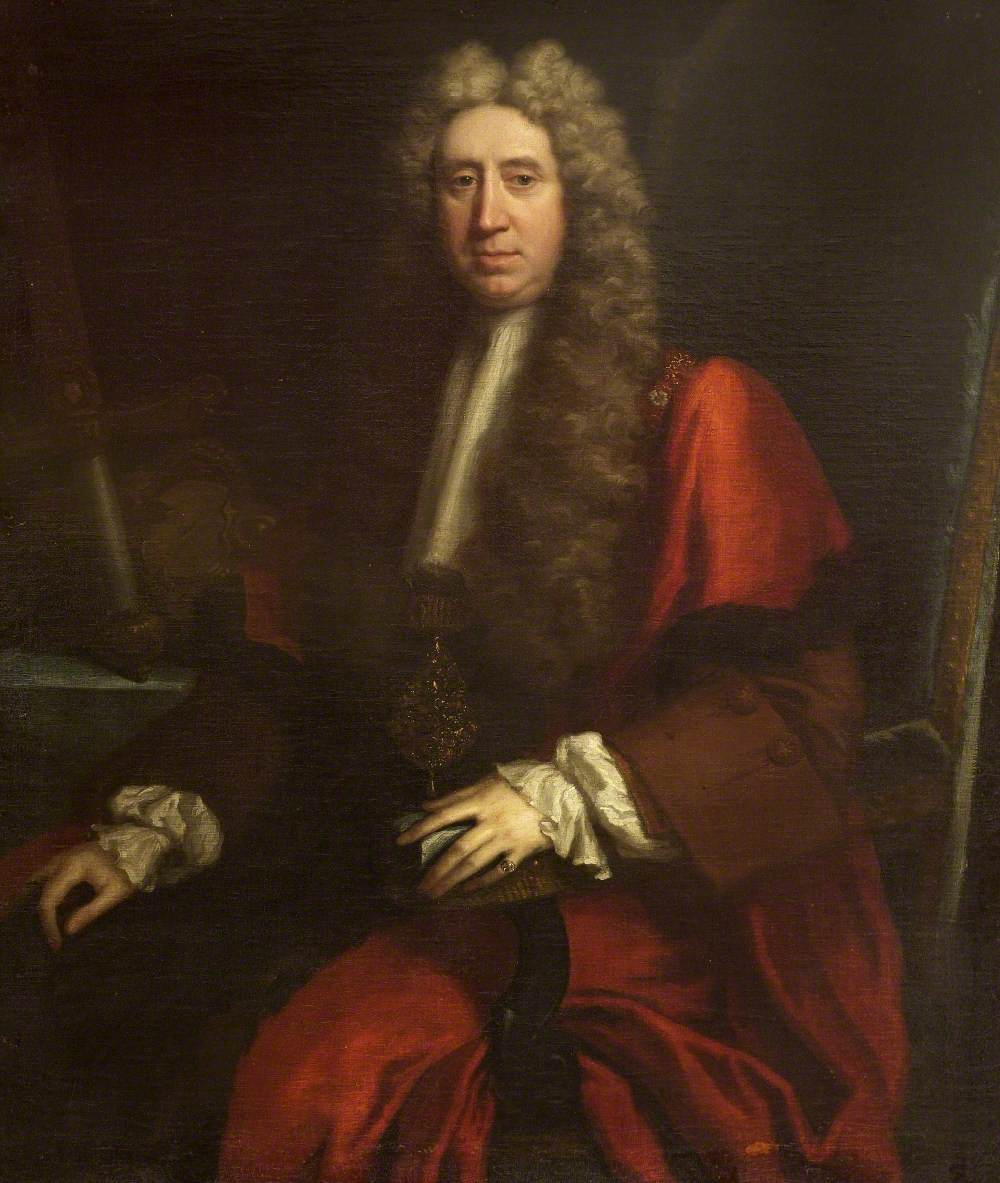
Sir Richard Hoare, fundador do banco.

### Século XVII
Sir Richard Hoare, o fundador do banco, iniciou sua vida profissional como aprendiz de ourives. Ele recebeu a Liberdade da Companhia dos Ourives em 5 de julho de 1672. Essa data marca a fundação do Hoare's Bank, pois foi nessa época que Richard Hoare estabeleceu os negócios de ourives ao sinal da Golden Bottle em Cheapside, Londres.
Em 1690, Richard Hoare mudou o negócio para novas instalações em Fleet Street, na principal via a meio caminho entre a cidade de Westminster e a cidade de Londres, mas ainda dentro da cidade de Londres. Ele continuou negociando com a placa da Golden Bottle (uma garrafa de couro dourada que ficava do lado de fora da loja): a numeração das ruas era desconhecida naqueles dias e as placas eram usadas para distinguir uma empresa da outra.
Os ourives tinham instalações seguras e sempre foram os armazéns de dinheiro e objetos de valor; portanto, eles estavam em uma posição única para desenvolver um sistema bancário: em 1677, cerca de 58 ourives mantinham "dinheiro pendente". Eles também começaram a emprestar o dinheiro de seus clientes por juros.
Clientes famosos do século XVII:
- Catarina de Bragança (esposa de Carlos II)[3]
- Samuel Pepys (diarista)[3]
- John Dryden (poeta)[4]
- Sir Godfrey Kneller (pintor)[5]
- Richard Beau Nash[4]

### Século XVIII

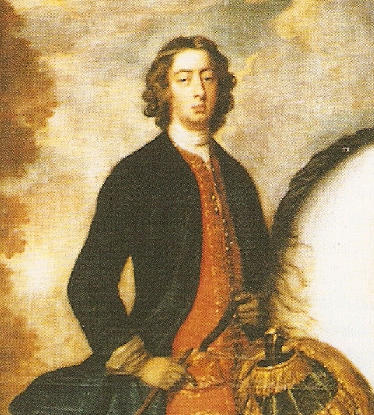
Henry Hoare (O Magnífico).

Durante o século XVIII o banco prosperou. Richard Hoare foi cavaleiro pela rainha Anne em 1702 e se tornou lorde prefeito de Londres em 1712. Após a morte de Sir Richard, dois de seus filhos (Henry, conhecido como "Henry the Good", e Benjamin)  continuaram os negócios, mas foi o neto de Sir Richard, Henry Hoare, que dominou a família através de sua riqueza e carisma pessoal. Henry foi sócio do banco por quase 60 anos: seu apelido de "Henrique, o Magnífico" derivava de sua generosidade como grande patrono das artes e também de seus gastos com Stourhead em Wiltshire, uma casa de campo e propriedade comprada por seu pai. Os jardins eram admirados como uma vitrine e, embora não haja registro de seu trabalho lá, Capability Brown, o renomado jardineiro paisagista, conhecia o jardim.
Srs. Hoare gradualmente introduziu muitos aspectos do sistema bancário moderno e, em particular, emitiu cheques impressos. Clientes famosos do século XVIII incluíam:
- Lord North (Primeiro Ministro)[12]
- David Garrick (ator)[13]
- Faculdade de Eton[4]

### Século XIX
Em 1825, depois de iniciar um caso com a atriz Louisa Chatterley, William Christmas foi condenado por desviar 1.000 libras em contas de tesouraria do banco. Ele foi condenado a ser transportado por 14 anos e seu pai foi convidado a reparar as perdas do banco.
Em 1829, as instalações da Fleet Street foram reconstruídas; a nova casa bancária foi projetada para acomodar os negócios e uma casa particular. Após a Lei da Carta do Banco de 1844, muitos dos 4.000 bancos privados desapareceram. Na primeira metade do século, Hoares manteve um negócio estável, sob a liderança de Charles Hoare (falecido em 1851), o último sócio sênior a aproveitar a prática de ter o nome do banco em seu nome. No segundo semestre, os parceiros que administravam o banco quase o derrubaram com especulações malsucedidas e má administração. Em meados do século, havia dois parceiros (Henry de Staplehurst e Peter Richard de Luscombe). Ambos eram homens profundamente religiosos, mas com opiniões diferentes. Henry era Igreja Baixa e Peter Richard era Igreja Alta . Devido a suas diferenças, eles se revezaram para administrar o banco, sendo cada um deles responsável por um período de seis meses. Seus filhos, que se tornaram parceiros, se rebelaram contra sua educação profundamente religiosa e provaram não ser financeiramente confiáveis, colocando em risco o futuro do banco.
Clientes famosos do século XIX:
- Lord Byron (poeta)[19]
- Jane Austen (autor)[17]

### Século XX

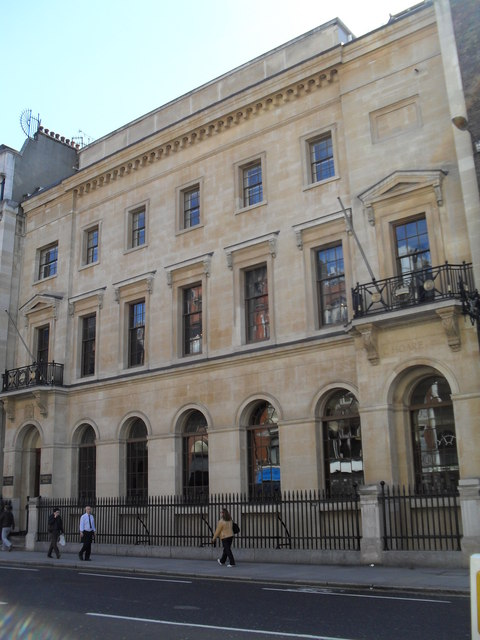
C. Hoare & Co. em Fleet Street, Londres

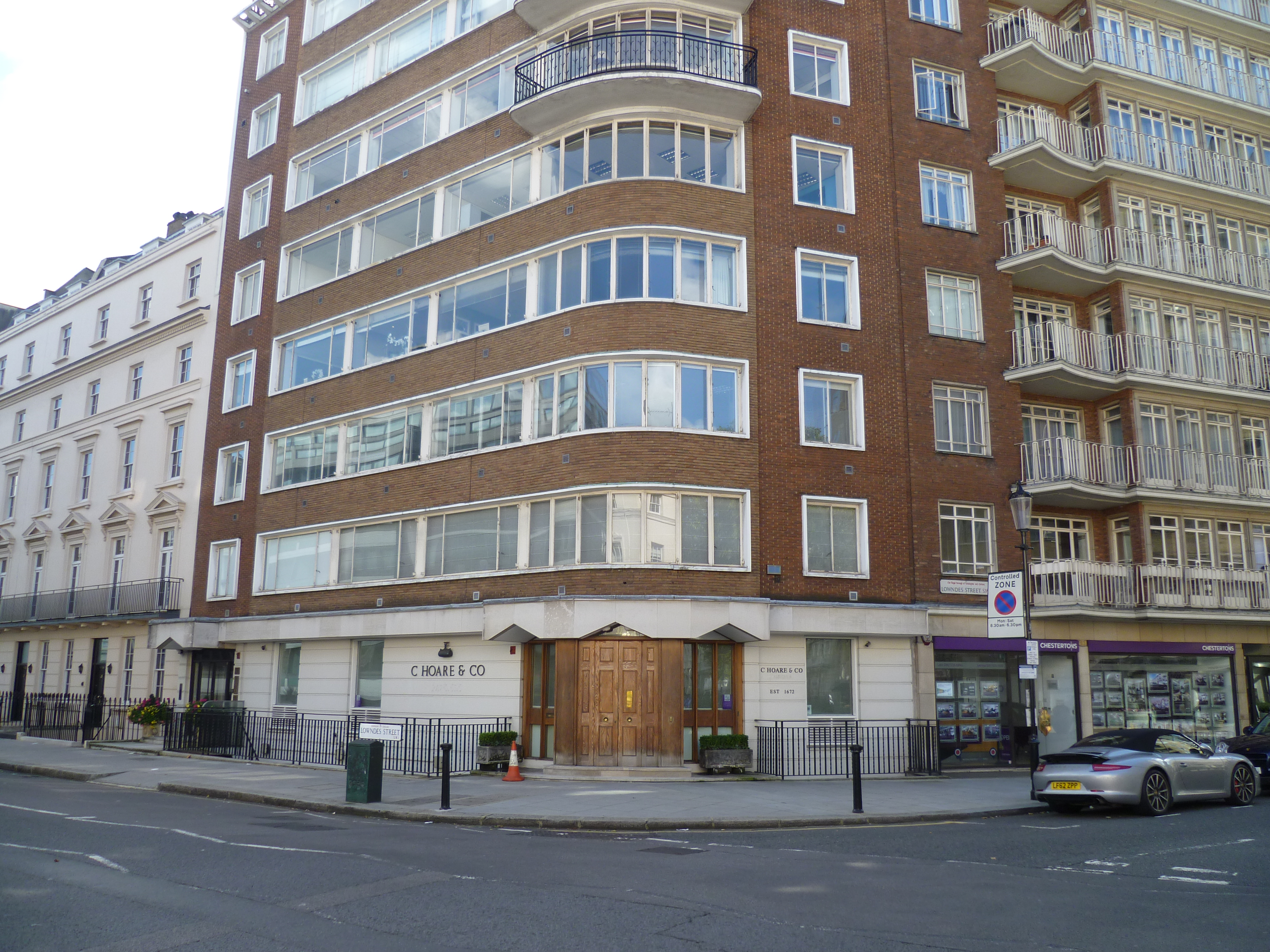
C. Hoare & Co., na Lowndes Street, Londres

Um renascimento de fortunas para o banco ocorreu no século XX, com os primeiros anos vendo a credibilidade do banco restaurada. Após a Primeira Guerra Mundial, a maioria dos bancos privados restantes foi absorvida por bancos maiores. Hoares decidiu não se fundir e hoje é o único sobrevivente como um banco independente. O banco era uma parceria até 1929, quando os sócios adotaram sua estrutura atual, formando uma empresa de responsabilidade ilimitada e privada na qual eram os únicos acionistas.
Durante a Segunda Guerra Mundial, os funcionários do banco evacuaram seus escritórios, incluindo a sede na 37, Fleet Street. Houve um incêndio durante um ataque aéreo, mas graças às ações de alguns funcionários, o edifício histórico foi salvo.

### Século XXI
Alexander S. Hoare, ex-diretor executivo do banco, representa a décima primeira geração a administrar a C. Hoare & Co. Ele foi substituído pelo primeiro membro não familiar em uma posição executiva: Jeremy Marshall, ex-chefe do Credit Suisse Private Banco.
C. Hoare & Co. anunciou a venda de seus negócios de Wealth Management para a Cazenove Capital Management, de propriedade da Schroders, em outubro de 2016. A venda estava prevista para ser concluída em fevereiro de 2017.
Após a venda de seus negócios de Wealth Management em fevereiro de 2017, a C. Hoare & Co. anunciou em março de 2017 a venda de seus negócios de negociação e custódia para o Canaccord Genuity Wealth Management.
De acordo com o Sunday Times Rich List de 2019, a família Hoare vale 400 milhões de libras - um aumento de 40 milhões de libras em relação ao ano anterior.

## Na cultura popular
No romance The Grand Sophy, de Georgette Heyer, em 1965, Regency Romance, Sir Horace Stanton-Lacy, pai da heroína Sophy, depositou-se no Hoare.
"My bankers are Hoares" é um dos trocadilhos favoritos de Jack Aubrey em vários dos livros da série Aubrey-Maturin de Patrick O'Brian.
No romance histórico de Tahir Shah, 2012, Timbuctoo, C. Hoare & Co. eram os banqueiros do Royal African Committee. Várias cenas acontecem no Hoare's Bank, na Fleet Street.